# آنتی پروژستین
آنتی‌پروژستوژن یا آنتی پروژستین ها و یا همچنین به عنوان شناخته شدهٔ پروژسترون آنتاگونیست یا پروژسترون مسدود کننده های یک کلاس از مواد مخدر است که جلوگیری از پروژستوژن ها مانند پروژسترون از واسطه خود اثرات بیولوژیکی در بدن است. آنها عمل می کنند با مسدود کردن این گیرنده پروژسترون (روابط عمومی) و/یا مهار یا سرکوب پروژسترون تولید. آنتی‌پروژستوژن ها  یکی از سه نوع هورمون های جنسی آنتاگونیستدیگران بودن آنتی استروژن و ضدآندروژن.
آنتی‌پروژستوژن  به عنوان abortifacients و اورژانس جلوگیری از بارداری و در درمان فیبروم های رحمی استفاده می شود . آنها همچنین در حال مطالعه در درمان سرطان پستان مورد استفاده قرار می‌گیرند. نمونه هایی از آنتی‌پروژستوژن‌ها  شامل پروژسترون ضعیف آگونیست نسبی mifepristoneهای انتخابی گیرنده پروژسترون مدولاتور (SPRM) ulipristal استاتو سکوت آنتاگونیست aglepristone. برای پزشکی سقط جنینهای مایف‌پریستون است همراه با پروستاگلاندین (به عنوان مثال gemeprost).
چند صد آنتی‌پروژستوژن‌ها  توسعه یافته اند اما تنها سه مایف‌پریستون‌های لیلوپریستون  و اوناپریستونهای داده شده به انسان و این تنها mifepristone شده است مورد تایید و معرفی شده برای استفاده بالینی است.